# Médaille Verdienter Volkspolizist der Deutschen Demokratischen Republik

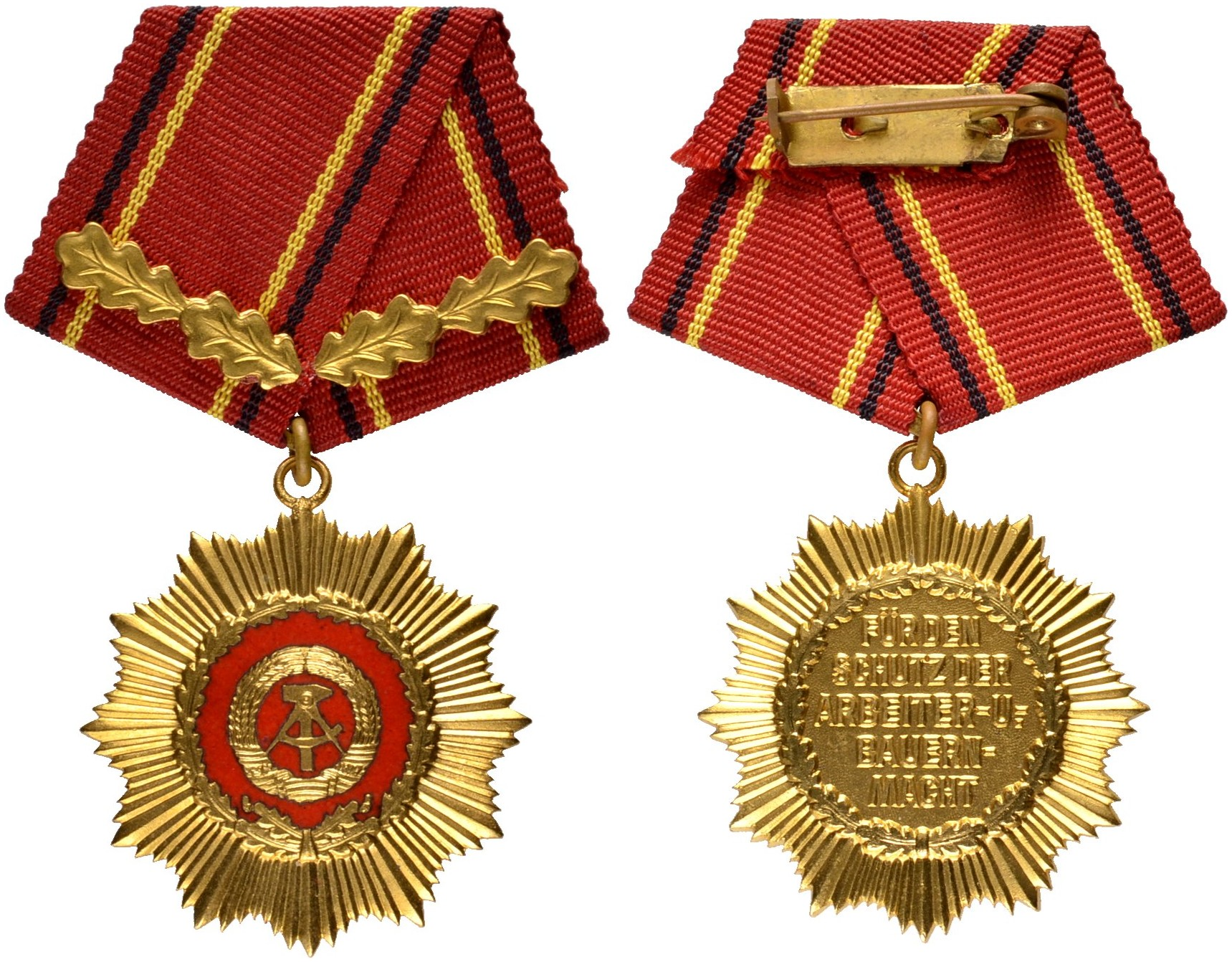

La médaille Verdienter Volkspolizist der Deutschen Demokratischen Republik était décernée par la République démocratique allemande (RDA). Elle a été créée le 15 juin 1966. La médaille était décernée aux membres de la Volkspolizei pour leur dévouement personnel à la protection de la RDA et pour une initiative exemplaire qui a contribué à l’amélioration de la sécurité et de l’ordre public. Le nombre de lauréats était limité à 20 par an.

## Apparence
La médaille était en bronze plaqué or. Elle avait la forme d’une étoile de police et un diamètre de 33,5 mm. Elle montre sur son avers les armoiries d’État de la RDA en or sur fond rouge, entourées d’une couronne de laurier doré. Le revers de la médaille montre une couronne de laurier et l’inscription sur cinq lignes suivante :
FÜR DEN
SCHUTZ DER
ARBEITER-u.-
BAUERN-
MACHT
(Pour la protection des ouvriers et des paysans).

## Port de la médaille
La médaille était portée sur la partie supérieure gauche de la poitrine à l'aide d’une agrafe pentagonale recouverte d'un ruban rouge. Ce ruban comporte des bandes noires, rouges et jaunes à 3 mm du bord de chaque côté, d’une largeur totale de 3,5 mm. Deux paires de feuilles de chêne plaquées or sont disposées sur la partie inférieure du pentagone. Celles-ci se retrouvent également par paires sur le ruban de rappel.